# Reichsfilmdramaturg
Mit dem Lichtspielgesetz vom 16. Februar 1934 wurde dem von Joseph Goebbels geleiteten Reichsministerium für Volksaufklärung und Propaganda ein Reichsfilmdramaturg unterstellt. Die Aufgabe des Reichsfilmdramaturgen bestand in der Vorprüfung geplanter Filmproduktionen.
Während die Filmprüfstelle eine Zensur der bereits abgedrehten Filmen vornahm, sollte der Reichsfilmdramaturg verhindern, dass missliebige Filme überhaupt entstanden. Die Dreharbeiten für einen Film konnten daher immer erst beginnen, nachdem Filmentwurf, Manuskript und Drehbuch vom Reichsfilmdramaturgen abgesegnet worden waren. Der Reichsfilmdramaturg verhinderte auch Verfilmungen der Arbeiten politisch missliebiger Schriftsteller.
Diese Vorprüfung stand durchaus in Übereinstimmung mit dem wirtschaftlichen Interesse der Filmindustrie, denn sie bildete für die Produzenten nicht nur den ersten Schritt zum Erhalt eines günstigen Darlehens von der Filmkreditbank GmbH, sondern schützte sie in der Regel auch vor späteren Zensurschäden.
Die Reichsfilmdramaturgen waren nacheinander:
- Willi Krause (als Schriftsteller unter dem Namen Peter Hagen bekannt), seit Anfang Februar 1934
- Hans-Jürgen Nierentz (1936–1937)
- Ewald von Demandowsky (1937–1939)
- Carl-Dieter von Reichmeister (1939–1943)
- Kurt Frowein (1943–1945)

## Nachweise
1. ↑  01.02.1933: Goebbels beruft seinen Reichsfilmdramaturgen. (Memento des Originals vom 19. Oktober 2012 im Internet Archive)  Info: Der Archivlink wurde automatisch eingesetzt und noch nicht geprüft. Bitte prüfe Original- und Archivlink gemäß Anleitung und entferne dann diesen Hinweis. (PDF; 11 kB) auf: SWR 2 ZEITWORT. 1. Februar 2010.
2. ↑  BEI DER UFA MACHTE MAN DAS SO … In: Der Spiegel. 2/1951.
3. ↑  Der Reichsfilmdramaturg abgesetzt. In: Pariser Tageblatt. Jg. 4. 1936, Nr. 841 1. April 1936, S. 1, Spalte d.
4. ↑  Roel Vande Winkel, David Welch (Hrsg.): Cinema and the Swastika, The International Expansion of Third Reich Cinema. (PDF; 584 kB) Palgrave Macmillan, Basingstoke u. a. 2011, ISBN 978-0-230-23857-2.
5. ↑  Hans-Christoph Blumenberg: Hier spricht der deutsche Mensch: "Das Leben geht weiter" - Der letzte Durchhaltefilm der Ufa 1944/45 (I). In: Der Spiegel. 48/1992.